# Université de Mostaganem
L’université de Mostaganem ou université Abdelhamid Ibn Badis Mostaganem (arabe : جــامــــــعة مستغانم عبد الحميد بن باديس) est une université située à Mostaganem en Algérie, fondée en 1978 (ex-Institut de technologie agricole, ITA 1970). L’université compte  10 sites universitaires répartis à travers la ville de Mostaganem.
Elle est classée par le U.S. News & World Report au 115e rang du classement régional 2016 des universités arabes.

## Historique
- En 1969, Création de l’Institut de technologie agricole (I.T.A. de Mostaganem) qui formait des Ingénieurs en agronomie appliquée, sous le nom de Hadj Benabdellah Benzaza.
- En 1978, Création du Centre universitaire, qui a ouvert ses portes avec des formations supérieures en sciences exactes, biologie, en tronc commun de sciences médicales.
- En 1984, Dissolution et division du Centre universitaire de Mostaganem en quatre écoles et instituts.
- En 1992, Nouvelle organisation des institutions de l’enseignement supérieur de Mostaganem.
- En 1997, Fusion des infrastructures pédagogiques de l’institut d’agronomie dans le centre universitaire.
- En 1998, Création de l’université Abdelhamid Ibn Badis de Mostaganem par décret exécutif no 98-220.(U.M.A.B)

## Facultés et Instituts et Écoles
- Faculté des sciences exactes et informatique (FSEI)
- Faculté des sciences de la nature et de la vie (FSNV)
- Faculté des sciences et de la technologie (FST)
- Faculté des lettres arabes et des arts (FLAA)
- Faculté des lettres étrangères (FLE)
- Faculté de droit et des sciences politiques (FDSP)
- Faculté des sciences économiques, commerciales et des sciences de gestion (FSECSG)
- Faculté des sciences sociales (FSS)
- Institut d’éducation physique et sportive (IEPS)
- Faculté de médecine (FMUM)
- École nationale supérieure agronomique de Mostaganem (ENSAM)

## Vice rectorat
- Vice Rectorat de la formation supérieure du premier et deuxième cycles, la formation continue et les diplômes, et la formation supérieure de graduation
- Vice Rectorat de la formation supérieure de troisième cycle, l’habilitation universitaire et la recherche scientifique, et la formation supérieure de post-graduation
- Vice Rectorat des Relations Extérieures, de la coopération, de l’Animation et de la Communication et des Manifestations Scientifiques[2]. Géré par le Vice recteur: Pr. Benamar Mohammed Abdelatif
- Vice Rectorat chargé du développement, de la prospective et de l’orientation